# Juan García Ponce
Juan García Ponce (Mérida, Yucatán, 22 de septiembre de 1932 - Ciudad de México, 27 de diciembre de 2003) fue un escritor, ensayista; y crítico literario y de arte mexicano. Hermano del pintor Fernando García Ponce (1933-1987).

## Biografía
Hijo de un inmigrante español, se graduó como profesor de Letras Alemanas en la Universidad Nacional Autónoma de México (UNAM). Fue un miembro destacado de la llamada «Generación de Medio Siglo», también conocida como «Generación de la Ruptura» o «de la Casa del Lago», a la que pertenecieron también Carlos Fuentes, José de la Colina, Salvador Elizondo, Inés Arredondo, Amparo Dávila, Guadalupe Dueñas, Emilio Carballido, Rosario Castellanos, Elena Poniatowska, y Sergio Pitol. En el mundo de las artes, el hermano de Ponce, Fernando García Ponce, también pertenecía a esta generación. De 1957 a 1967 fue secretario de redacción de la Revista de la Universidad de México.

## Obra
Escribió cuento, novela, drama, ensayo y crítica (de literatura y de artes visuales). Su narrativa se caracteriza por ambientes y personajes en los que destaca el erotismo. 
- El canto de los grillos, México: Imprenta Universitaria, 1954

.
- La feria distante, México: Cuadernos del Viento, 1959.
- Doce y una, trece, México: UNAM, 1961.
- La noche, México: ERA, 1963.
- Imagen primera, México: Universidad Veracruzana, 1963.
- Figura de paja, México: Joaquín Mortiz, 1964.
- Cruce de caminos, México: Universidad Veracruzana, 1965.
- La casa en la playa, México: Mortíz, 1966.
- Nueva visión de Klee, México: Librería Madero, 1966.
- Juan García Ponce. Nuevos escritores mexicanos del siglo XX presentados por sí mismos, México: Empresas editoriales, 1966.
- Rufino Tamayo, México: Galería Misrachi, 1967.
- La presencia lejana, Montevideo: Arca, 1968.
- Desconsideraciones, México: Mortiz, 1968.
- La aparición de lo invisible, México: Siglo XXI, 1968.
- Nueve pintores mexicanos, México: ERA, 1968.
- Entrada en materia, México: UNAM, 1968.
- Manuel Álvarez Bravo, México, 1968.
- Réquiem y elegía, México: Edición privada, 1969.
- La cabaña, México: Mortíz, 1969.
- Cinco ensayos, México: Universidad de Guanajuato, 1969.
- La vida perdurable, México: Mortíz, 1970.
- El nombre olvidado, México: ERA, 1970.
- El libro, México: Siglo XXI, 1970.
- El reino milenario, Montevideo: Arca, 1970.
- Encuentros, México: FCE, 1972.
- La invitación, México: Mortiz, 1972.
- Thomas Mann vivo, México: ERA, 1972.
- Joaquín Clausell, México: Fondo Editorial de la Plástica Mexicana, 1973.
- Unión, México: Mortiz, 1974.
- El gato, Buenos Aires: Sudamericana, 1974.
- Trazos, México: UNAM, 1974.
- Leonora Carrington, México: ERA, 1974.
- Manuel Felguérez, México: ERA, 1974.
- Teología y pornografía, Pierre Klossowski en su obra: una descripción, México: ERA, 1975.
- La errancia sin fin: Musil, Borges, Klossowski, Barcelona: Anagrama, 1981.
- Catálogo razonado, México: Premiá Editora, 1982.
- Figuraciones, México: FCE, 1982.
- Crónica de la intervención, 2 t., Barcelona: Bruguera, 1982.
- Diferencia y continuidad, México: Multiarte, 1982.
- Las huellas de la voz, México: Coma, 1982.
- De Anima, México: Montesinos, 1984.
- Una lectura pseudognóstica de la pintura de Balthus, México: El Equilibrista, 1987.
- Imágenes y visiones, México: Vuelta, 1988.
- Inmaculada o los placeres de la inocencia, México: FCE, 1989.
- Las formas de la imaginación: Vicente Rojo en su pintura, México: FCE, 1992.
- Ante los demonios, México: UNAM/El equilibrista, 1993.
- Pasado presente, México: FCE, 1993.
- Cinco mujeres, México:Conaculta/Del Equilibrista, 1995.
- Personas, lugares y anexas, México: Mortiz, 1996.
- De viejos y nuevos amores, Volumen 1: Arte, México: Mortiz/Planeta, 1998.
- De viejos y nuevos amores, Volumen 2: Literatura, México: Mortiz/Planeta, 1998.
- Tres voces. Ensayos sobre Thomas Mann, Heimito von Doderer y Robert Musil, México: Editorial Aldus, 2000.
- Entre las líneas, entre las vidas, México: Océano, 2001.

### Traducciones
Tradujo al español a los siguientes autores: 
- William Styron (La larga marcha)
- Herbert Marcuse (Eros y civilización, El hombre unidimensional y Un ensayo sobre la liberación)
- Pierre Klossowski (La revocación del Edicto de Nantes, La vocación suspendida, Roberte esta noche y El Baphomet)

Además promovió en nuestro idioma a autores como Robert Musil, Heimito von Doderer, Julien Gracq, Pierre Klossowski, Georges Bataille y Georg Trakl, a los que dedicó ensayos.

### Actividades editoriales
- Secretario de redacción de la Revista de la Universidad de México (UNAM)
- Director de la Revista Mexicana de literatura
- Miembro de la redacción de Plural y Vuelta
- Director de la serie de «Poesía y Ensayo» de la UNAM
- Fundador y Director de la revista Diagonales

## Premios y distinciones
Su obra ha sido merecedora de varios galardones prestigiosos como el Premio Teatral Ciudad de México (1956), el Premio Xavier Villaurrutia (1972) por su obra Encuentros, colección de cuentos. El Premio Elías Sourasky (1974), el Premio Anagrama de Ensayo (1981), el Premio de la Crítica (1985), el Premio Nacional de Ciencias y Artes en el ára de Lingüística y Literatura (1989), y el Premio de Literatura Latinoamericana y del Caribe Juan Rulfo (2001), la Medalla Eligio Ancona entre otras distinciones. En 2007 la revista Nexos realizó una encuesta entre diversos escritores y críticos literarios para elegir a las mejores novelas de los últimos 30 años en México, quedando en tercer lugar la novela Crónica de la intervención de Juan García Ponce.